# Protocole d'Oslo relatif à une nouvelle réduction des émissions de soufre
Ne doit pas être confondu avec Convention sur les armes à sous-munitions, Convention d'Oslo sur la pollution marine, Accords d'Oslo ou Convention d'Oslo (1930).
Protocole d'Helsinki (1985)
Le Protocole d'Oslo relatif à une nouvelle réduction des émissions de soufre, de son nom complet Protocole à la Convention de 1979 sur la pollution atmosphérique transfrontière à longue distance relatif à une nouvelle réduction des émissions de soufre, parfois seulement Protocole d'Oslo, est un protocole additionnel à la Convention sur la pollution atmosphérique transfrontière à longue distance de 1979, conclu le 14 juin 1994, et entré en vigueur le 5 août 1998.
Il complète le Protocole d’Helsinki de 1985 sur la réduction des émissions de soufre.

## Contenu
Le Protocole renforce les obligations de réduction d'émission et des flux transfrontières du Protocole d'Helsinki avec de nouveaux plafonds d'émission d'ici 2010, et au-delà.
Pour permettre cette réduction, le Protocole se penche en particulier sur l'augmentation de l’efficacité énergétique, l’utilisation des énergies renouvelables, des instruments économiques, et la réduction de la concentration en soufre dans certains combustibles.
La question des émission de soufre est également abordé par le Protocole de Göteborg relatif à la réduction de l'acidification, de l'eutrophisation et de l'ozone troposphérique de 1999. 

## Parties
Le Protocole a été signé par 28 États et est en vigueur à l'égard de 29 parties (28 États et une organisation intergouvernementale, l'Union européenne):
Autriche, Belgique, Bulgarie, Canada, Croatie, Chypre, République tchèque, Danemark, Union européenne, Finlande, France, Allemagne, Grèce, Hongrie, Irlande, Italie, Liechtenstein, Lituanie, Luxembourg, République de Macédoine, Monaco, Pays-Bas, Norvège, Slovaquie, Slovénie, Espagne, Suède, Suisse, Royaume-Uni
3 États ont signé mais n'ont pas encore ratifié le Protocole : Pologne, Russie, Ukraine.

## Voir également